# Перичі
45°16′ пн. ш. 15°38′ сх. д. / 45.27° пн. ш. 15.63° сх. д.
Перичі (хорв. Perići) — населений пункт у Хорватії, у Карловацькій жупанії у складі громади Крняк.

## Населення
Населення за даними перепису 2011 року становило 22 осіб.
Динаміка чисельності населення поселення: